# Tauragnai
Tauragnai (ryska: Таурагнай) är en ort i Litauen. Den ligger i den östra delen av landet, 90 km norr om huvudstaden Vilnius. Tauragnai ligger 192 meter över havet och antalet invånare är 602.
Terrängen runt Tauragnai är platt. Runt Tauragnai är det ganska glesbefolkat, med 43 invånare per kvadratkilometer. Närmaste större samhälle är Utena, 14,7 km väster om Tauragnai. Omgivningarna runt Tauragnai är en mosaik av jordbruksmark och naturlig växtlighet.